# Ольховец (Тернопольский район)

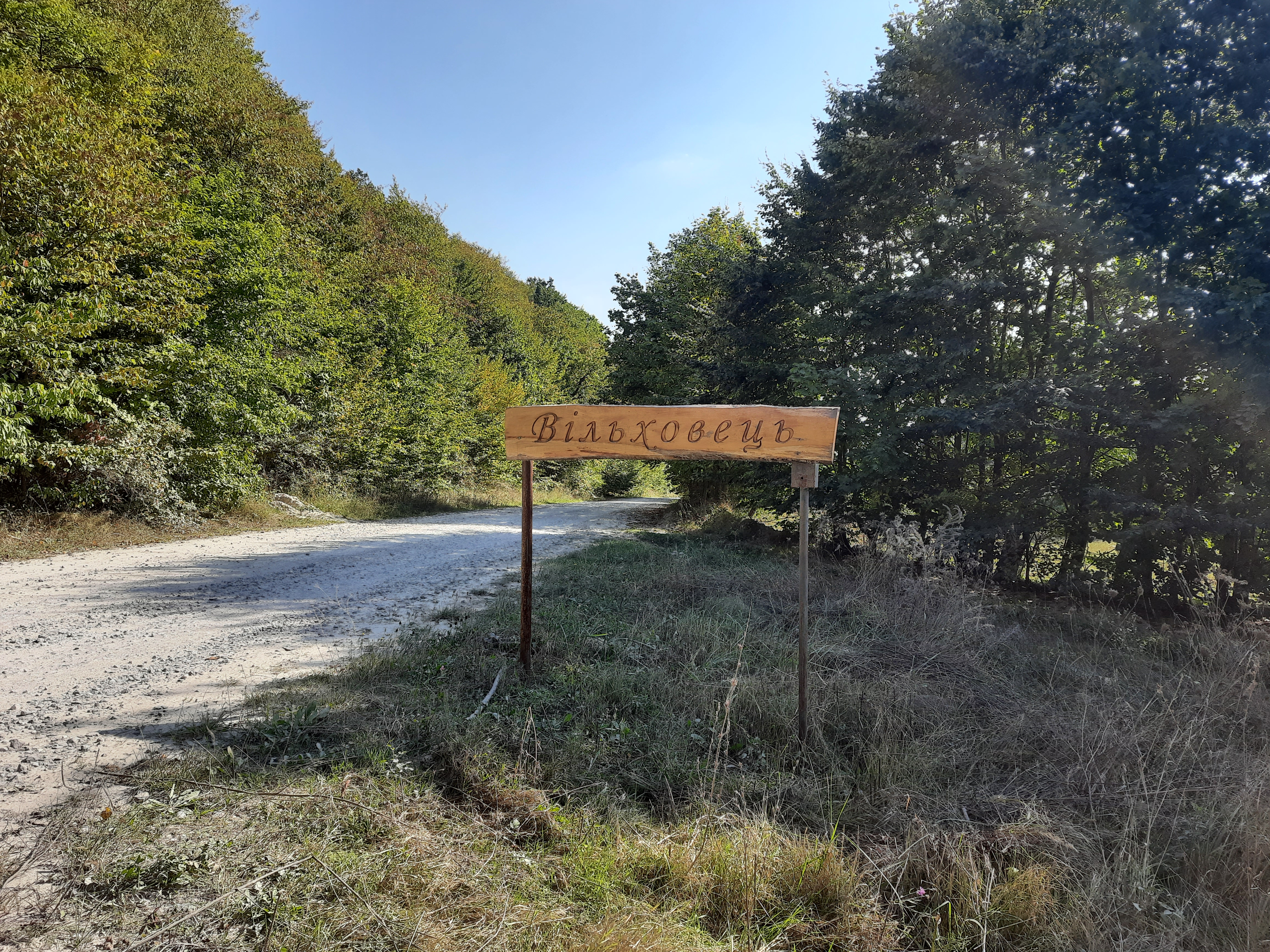
Знак при въезде в село Ольховец (Вiльховець)

Ольховец (укр. Вільховець) — село в Саранчуковской сельской общине Тернопольского района Тернопольской области Украины.
До 2020 года входило в Бережанский район.
Код КОАТУУ — 6120485502. Население по переписи 2001 года составляло 765 человек.

## Географическое положение
Село Ольховец находится на расстоянии в 2,5 км от реки Золотая Липа,
в 1-м км от села Посухов.
По селу протекает пересыхающий ручей, в некоторых источниках называемый река Вельховчанка.
К селу примыкает лесной массив.

## История
- 1534 год — дата основания.

## Объекты социальной сферы
- Школа I—II ст.